# Nikolaus Türkow
Nikolaus Türkow (* in Rostock; † 1421 oder später) war ein deutscher Jurist und Ratssekretär der Hansestadt Rostock.

## Leben
Nikolaus Türkow stammte aus einer wohlhabenden, siegelführenden Rostocker Familie. Er studierte ab 1404  Rechtswissenschaften an der Universität Prag und führte wahrscheinlich bereits 1407 den Titel eines Magisters. Türkow war 1410 Protonotarius, also erster Ratsschreiber in Rostock. Er wurde 1411 Vikar mit einer Pfründe am Katharinenaltar der Nikolaikirche. 1415 war er Vertreter der Stadt Rostock auf dem Konzil von Konstanz. 1419 war er Offizial des Bischofs von Schwerin Heinrich III. von Wangelin sowie Pleban an der Marienkirche.

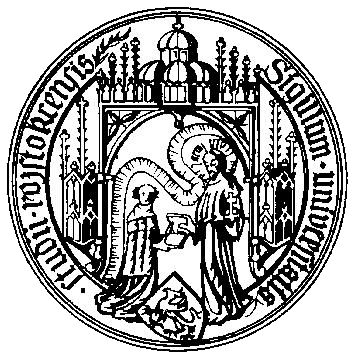
Siegel der Universität Rostock von 1419

Am 12. November 1419 wurde Petrus Stenbeke von einem Gremium bestehend aus Hermann Bokholt, Abt des Klosters Doberan, dem Rostocker Archidiaconus Johannes Meynesti, dem Pfarrherrn zu St. Marien in Rostock Nikolaus Türkow und dem Rostocker Bürgermeister Hinrich Katzow unter Leitung des Schweriner Bischofs Heinrich III. zum Gründungsrektor der Universität Rostock berufen. In der Rostocker Matrikel steht er unter den ersten Eintragungen an achter Stelle.
Türkow stiftete 1421 Renteneinkünfte von 50 Mark zur Besoldung einer Professur in der Rostocker Artistenfakultät (Professio Turkowiana).